# Oxysarcodexia bicolor
Oxysarcodexia bicolor är en tvåvingeart som beskrevs av Guilherme A.M.Lopes 1946. Oxysarcodexia bicolor ingår i släktet Oxysarcodexia och familjen köttflugor. Inga underarter finns listade i Catalogue of Life.